# Pedra del Sacrifici
La Pedra del Sacrifici est un site archéologique de la préhistoire situé dans l'espace naturel des Guilleries-Savassona (comarque d'Osona) dans la province de Barcelone. 
,.

## Historique
Le site est situé dans les premiers contreforts de  l'Éocène formant le massif des Guilleries, proche du Castillo de Savassona (es). Les premières découvertes archéologiques datent l'année 1958. À partir de 1960 Eduard Junyent (es) fouille le site de manière permanente. L'importance de ces découvertes durant ces campagnes a nécessité la collaboration de l'Institut d'Archéologie et de Préhistoire de l'Université de Barcelone, qui a lancé une campagne en décembre 1962. Plus tard, au cours de l'année 1976, avec le soutien du Musée épiscopal de Vic, les fouilles ont continué par M. M. Cassany de Vic, ainsi que le début d'une nouvelle fouille à la Pedra del Dau. Depuis 1981, le cycle actuel de fouilles se fait avec le soutien du Service d'Archéologie de la Generalitat de Catalunya. Lors de la campagne archéologique de 1982, une grotte a été creusée dans ce site dans le but d'élargir la connaissance de sa stratigraphie complexe.

## Découvertes archéologiques
Les matériaux archéologiques et les sépultures sont conservés au Musée de Vic. La stratigraphie effectuée sur le site a déterminé l'existence de différents niveaux : un supérieur avec des résidus de charbon de bois et des fragments de céramique ; en contrebas et à plus de 3 m de profondeur, des sépultures avec des squelettes en position rétrécie et des fragments de poterie lisse ont été découverts.
Le site est constitué de 6 strates distinguées par différentes phases d'occupation :
- Phase I : Moyen Âge
- Phase II-III : période ibérique
- Phase IV : Âge du fer
- Phase V : abandon du site
- Phase VI : Néolithique (la plus importante du site)[5].

## Galerie

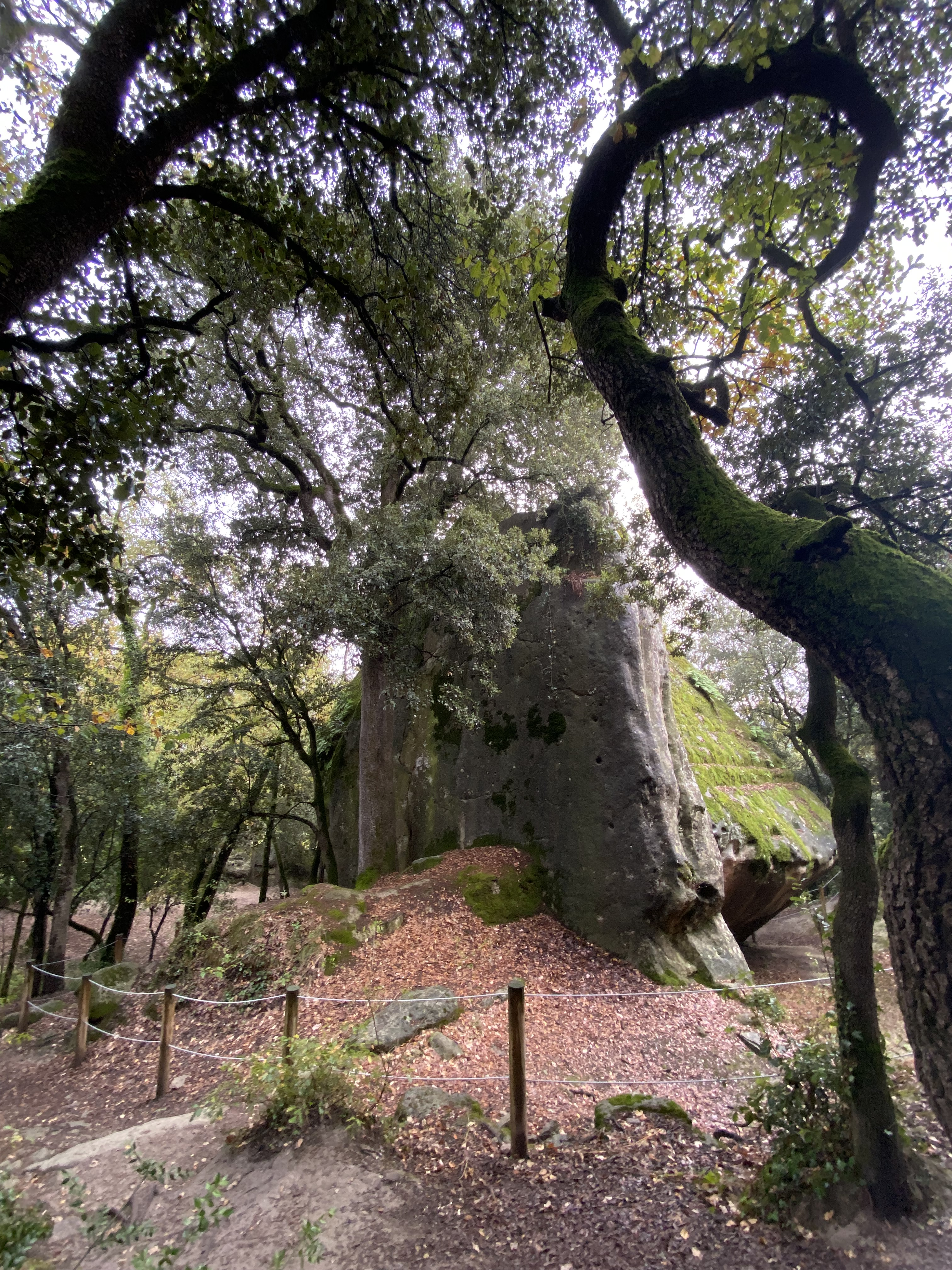
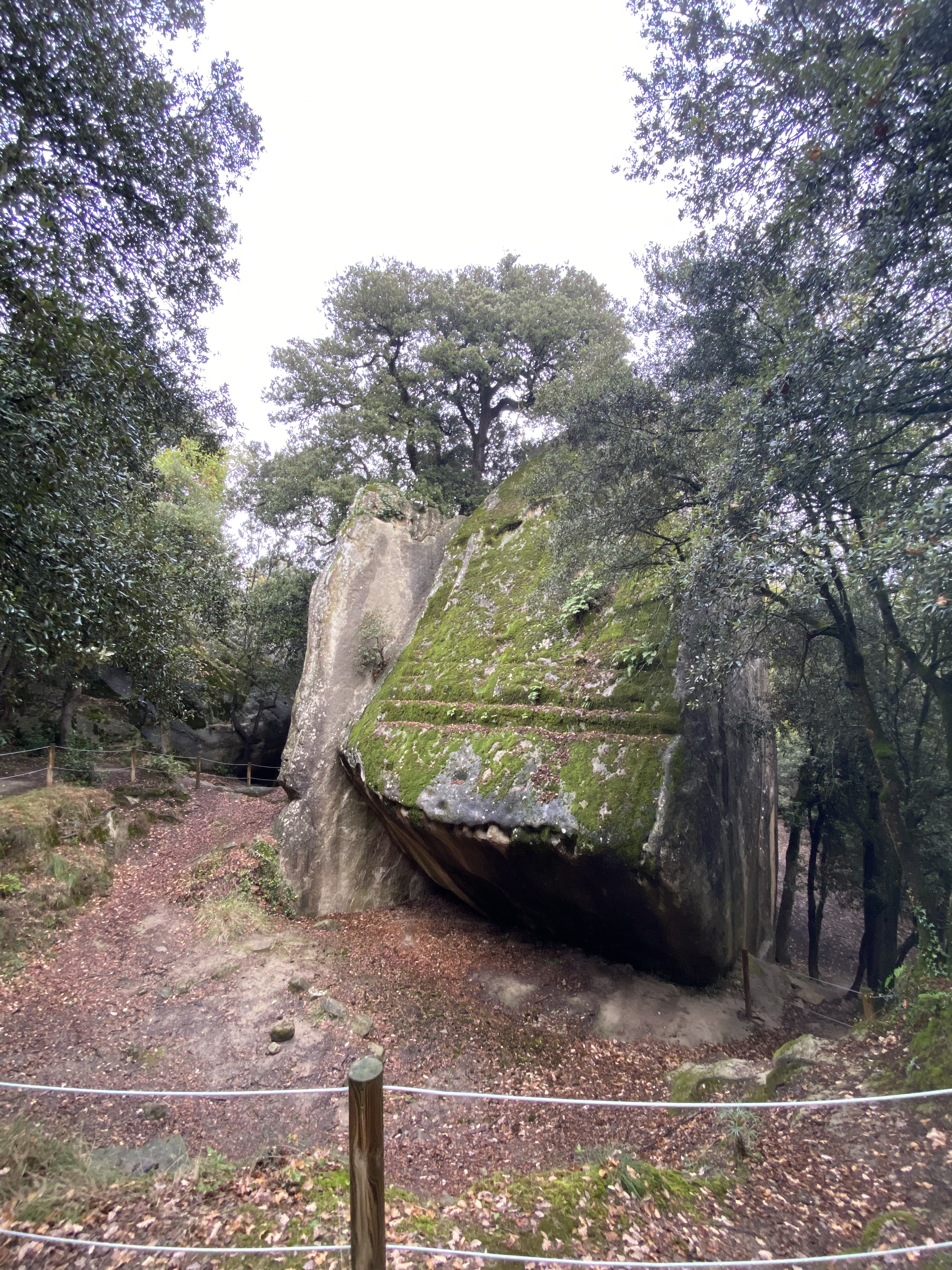